# 金凡父

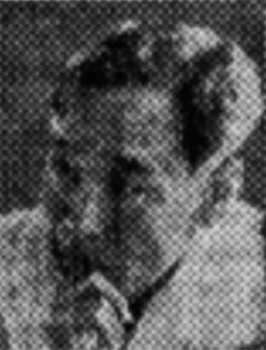
撮影時期不詳

金 凡父または金 凡夫（キム・ボンブ、朝鮮語: 김범부、1896年または1897年 - 1966年12月10日）は、大韓民国の漢学者、哲学者（仏教哲学・東洋哲学）、政治家、陸軍軍人。第2代韓国国会議員。
本貫は善山金氏。本名は金 鼎卨（キム・ジョンソル、김정설）。小説家・金東里は16歳年下の弟である。著書は『花郎外史』『風流精神』などがある。

## 経歴
慶尚北道慶州出身。金桂史から漢学を学んだ後、東洋大学哲学科卒（中退という情報もある）、東京外国語大学・東京帝国大学・京都帝国大学政治科聴講。帰国後は仏教中央学林で講義をしたが、病気により釜山に移住した。1934年、崔凡述の手配で多率寺で日本の天台宗の僧侶と教授40余人に清談派の玄理思想を講義した。その後は全国の寺院を周遊し高僧たちの講義を聞いて修行しながら、仏教哲学の研究を行い、1941年には海印寺事件により1年間投獄された。解放後は建国に関する講座を開こうとして、郭尚勲、金法麟らと共に一五倶楽部を組織し、1948年にはさらに経世学会を組織した。1950年の第2代総選挙では東莱郡選挙区より無所属で出馬し当選した。1955年には鶏林大学学長となり、1958年には建国大学校の教員として東方思想研究所を設立した。1961年の5・16軍事クーデター以降は釜山に滞在し、漢学と東洋哲学に関する研究に力を注いだ。他には東国大学校教授、ソウル新聞社顧問秘書官、五月同志会副会長などを務め、軍にも参加し、陸軍中領として予備役編入された。
1966年12月10日、胃がんによりソウル赤十字病院の入院中に死去。享年69。